# Feyenoord
Feyenoord je nizozemský fotbalový klub, který byl založen v roce 1908 v Rotterdamu pod názvem Wilhelmina, v roce 1912 přejmenován na Feijenoord, v roce 1974 upraveno na Feyenoord.
Zlatá éra klubu nastala v 60. a 70. letech, kdy spolu s Ajaxem dominoval nizozemskému fotbalu. Právě Ajax – klub z Amsterdamu – je pro Feyenoord rivalem (viz De Klassieker), jiným dalším rivalem je Sparta Rotterdam, historicky méně úspěšný klub z Rotterdamu.
Feyenoord je spolu s Ajaxem a PSV Eindhoven jedním ze tří klubů dominujících nejvyšší nizozemské ligové soutěži Eredivisie, která je nazývána „Velkou trojkou“. Tyto tři kluby a FC Utrecht nikdy nesestoupily do nizozemské druhé ligy Eerste Divisie (platné k roku 2020). Po Ajaxu a PSV Eindhoven je v zemi třetí v počtu mistrovských titulů, v roce 2020 jich má 15.
V počtu trofejí z domácího poháru je s 13 druhý za Ajaxem.
V roce 1970 vyhrál Pohár mistrů evropských zemí (PMEZ) a později dvakrát v letech 1974 a 2002 Pohár UEFA.

## Historie
Feyenoord byl založen v dělnické čtvrti Rotterdamu v roce 1908. Původní název zněl Vilemína podle tehdejší královny Nizozemska Vilemíny Nizozemské. V roce 1912 dostal klub stávající název Feijenoord, což bylo pojmenování pro čtvrť na jihu Rotterdamu.
Roku 1924 vyhrál klub poprvé domácí ligu. Roku 1938 si Feyenoord připsal úspěch v podobě vítězství 1:0 nad anglickým Arsenalem, na čemž měl svoji zásluhu maďarský trenér Richard Dombi. Zatímco Arsenal byl v této době již profesionální klub, hráči Feyenoordu nikoliv.
V letech 1959–1961 byl trenérem Jiří Sobotka.

### Zlatá éra 60. a 70. let

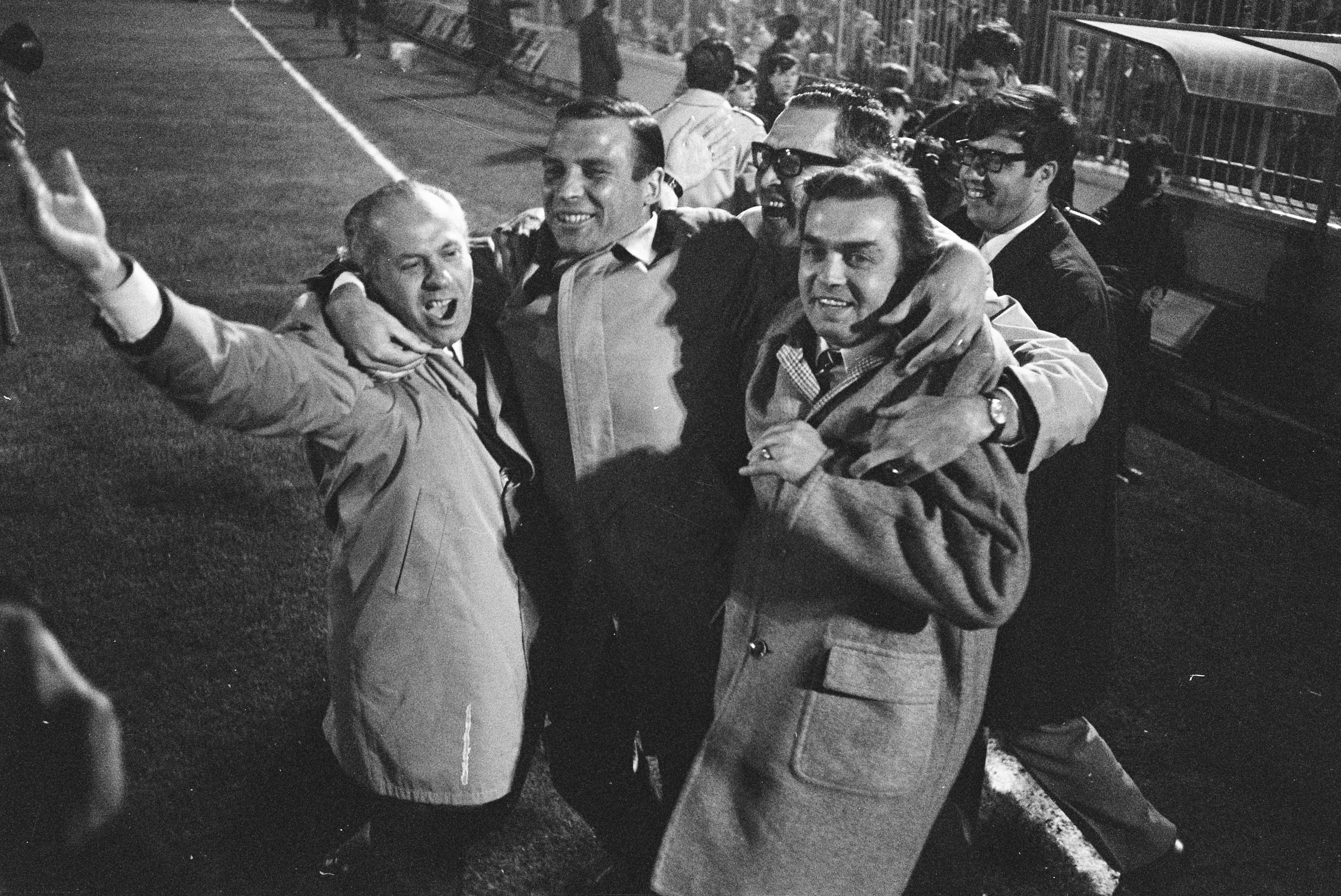
Oslavy finálové milánské výhry v PMEZ proti Celticu. Trenér Ernst Happel ze slavící čtveřice stojí vpravo.

Dne 8. září 1965 se Feyenoord postavil v předkole Poháru mistrů evropských zemí pozdějšímu vítězi Realu Madrid. V domácím utkání se sice jako první trefil Ferenc Puskás, domácí však utkání góly Vennekera a Kraaye otočili na 2:1.
Odvetu však zvládl lépe Real Madrid a zvítězil 5:0.
S příchodem Oveho Kindvalla se rakouský trenér Wilhelm Kment mohl spoléhat na švédskou dvojici útočníků zahrnující též Harryho Bilda. Uplatňované rozestavení 4-2-4 umožnilo nasazení obou a Kindvall se po aklimatizaci prosadil 22 góly ve 23 zápasech.
Za čtyři roky v přístavním městě skončil třikrát jako nejlepší střelec ligy.
V ročníku 1968/69 vybojoval Feyenoord domácí double. V lize prohrálo mužstvo třikrát a spoléhalo se na svoji obranu, zatímco vpředu si útočník Kindvall zajistil dělené první místo mezi ligovými střelci se 30 góly celkově. Na vlastním stadionu Feyenoord odehrál finále domácího poháru a v něm v opakovaném zápase překonal PSV Eindhoven 2:0.
Avšak vedení přesto odvolalo kouče Bena Peeterse v přesvědčení, že úspěch v Evropě bude dosažen jen s koučem zkušenějším.
Roku 1969 se stal trenérem Rakušan Ernst Happel. Po příchodu doplnil mužstvo o v Ajaxu nechtěného levého obránce Thea van Duivenbodeho a rakouského středopolaře Franza Hasila. Dosavadní brankářská jednička a kapitán Eddy Pieters Graafland přepustila místo mladšímu Eddymu Treijtelovi.
Feyenoord v 1. kole Poháru mistrů evropských zemí zdolal ve dvojzápase islandský celek KR Reykjavík celkovým výsledkem 16:2.
Happel učinil kapitánem středního obránce Rinuse Israëla, ten však se svým partnerem Theem Laseromsem nedokázali ve vzájemném klání zabránit Ajaxu vyrovnat na 3:3 a Ajax se tak po roce vrátil na vrchol. Treijtelovy minely Happela přiměly vrátit do branky Graaflanda. Přestože Ajax Rinuse Michelse ovládl nizozemskou scénu, byl to Feyenoord s hráči jako levé křídlo Coen Moulijn a záložník Willem van Hanegem, co z Feyenoordu učinily vůbec prvního nizozemského vítěze PMEZ. Předtím museli převážně nizozemští fotbalisté překonat posledního vítěze a tedy obhájce  AC Milán s hráči jako Giovanni Lodetti a Gianni Rivera. Ve finále hraném 6. května 1970 právě v Miláně na San Siru čelil Feyenoord skotskému týmu Celtic. Ačkoli inkasoval jako první díky gólu Skota Tommyho Gemmella, podařilo se Rinusi Israëlovi vyrovnat, aby v prodloužení zásluhou gólu švédského útočníka Oveho Kindvalla zvítězil Feyenoord 2:1.
Posléze se celek z Rotterdamu stal prvním v Nizozemsku, který triumfoval v Interkontinentálním poháru poté, co zdolal Estudiantes z Argentiny po výsledcích 2:2 a 1:0.
Obhajobu PMEZ znemožnilo brzké vyřazení v dalším roce, když v 1. kole tým neprošel přes rumunský celek UT Arad.
Happel dovedl fotbalisty Feyenoordu na nizozemský trůn v ročníku 1970/71, následně však odešel Kindvall a Ajax se v příštích dvou letech vrátil na vrchol, neboť rotterdamský celek nedokázal Švéda nahradit.
V pohárovém ročníku 1972/73 Poháru UEFA vyřadili hráči Feyenoordu v 1. kole lucemburský US Rumelange po celkovém výsledku 21:0 (9:0 doma a 12:0 venku). Jde o výhru nejvyšším rozdílem napříč dvěma zápasy v dějinách soutěže.
Roku 1973 vystřídal Happela dočasný trenér Ad Zonderland a toho posléze Wiel Coerver.

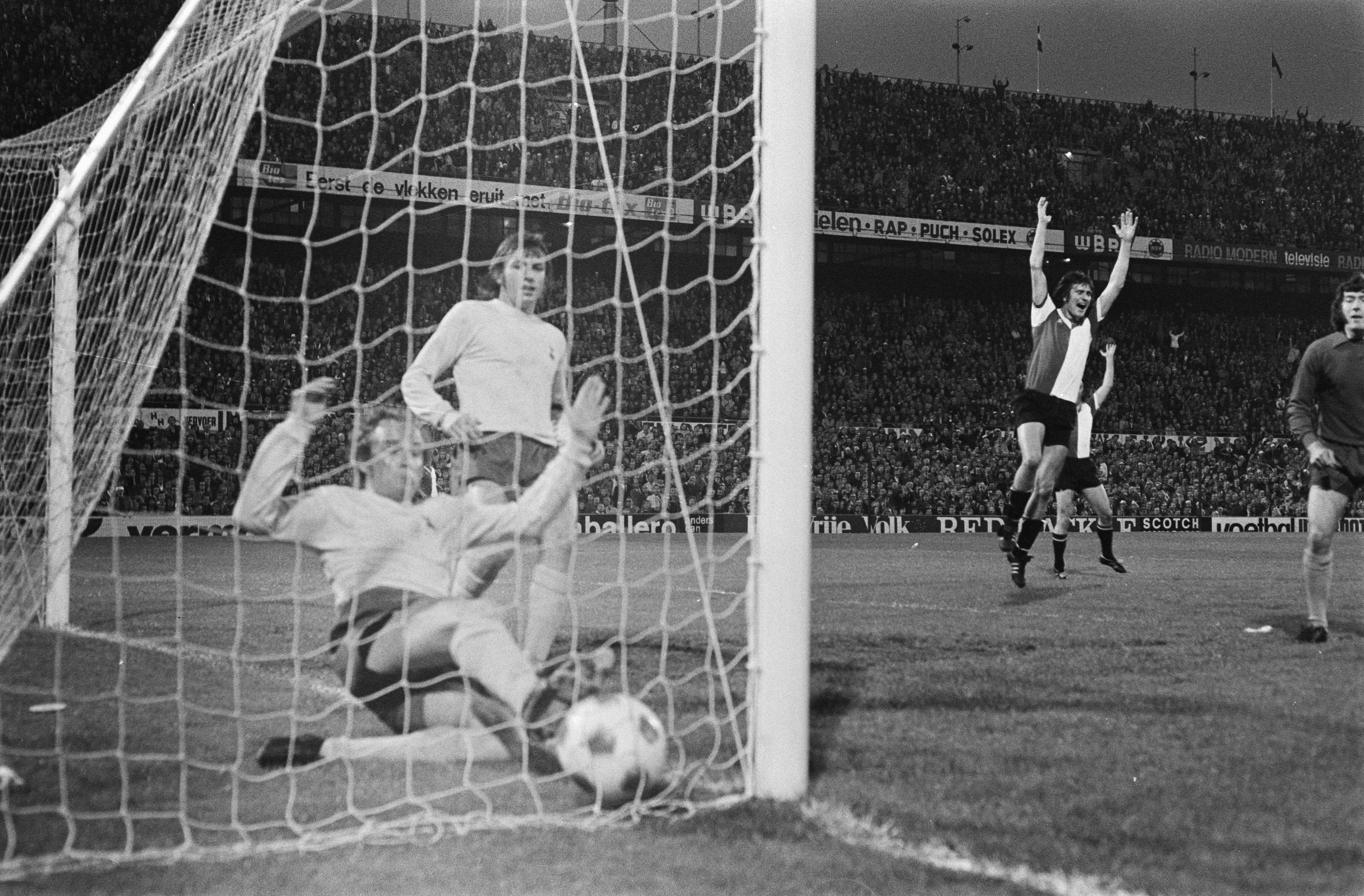
Finále Poháru UEFA 1974 proti anglickému Tottenhamu

Koncem května 1974 se Feyenoord utkal ve finále Poháru UEFA s Tottenhamem. V prvním zápase venku uhrál Feyenoord remízu 2:2 poté, co dvakrát dorovnal skóre. Odveta v Rotterdamu dopadla výhrou domácích 2:0,
což někteří z příznivců Tottenhamu neunesli a dělali výtržnosti.
Následovalo Mistrovství světa v Západním Německu, kde reprezentace Nizozemska poprvé dosáhla finále, ale s pořadateli nakonec prohrála. Feyenoord měl v kádru sedm zástupců (Willem van Hanegem, Rinus Israël, Wim Jansen, Theo de Jong, Wim Rijsbergen, Eddy Treijtel a Harry Vos), tudíž o jednoho více než Ajax.
V letech 1978–1982 byl trenérem Václav Ježek.

### Domácí konkurence a jeden rok s Johanem Cruijffem

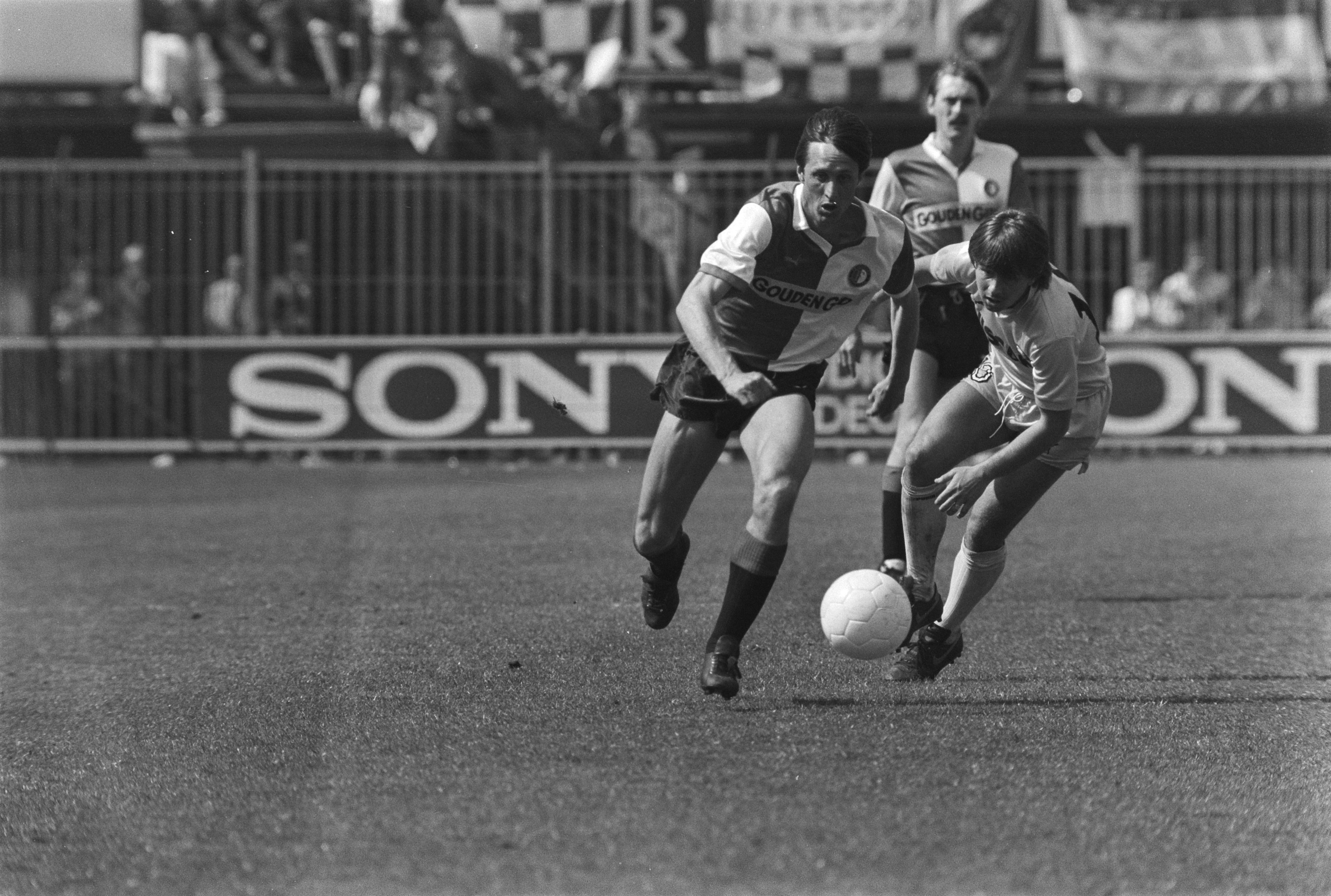
Běžící Cruijff v utkání proti Utrechtu, které rozhodlo o mistrovském titulu (v dubnu 1984)

Na začátku 80. let se Feyenoord potýkal nejen s Ajaxem, ale rovněž s PSV Eindhoven a AZ Alkmaar. Od úspěšného roku 1974 zaznamenal jen jeden triumf, a to Pohár KNVB roku 1980. Roku 1983 sem na stánek De Kuip vkročil Johan Cruijff, 36letá legenda Ajaxu a fotbalu obecně, který v Amsterdamu nedostal nabídku smlouvu prodloužit.
Začátek platil za zdařilý, první tři ligové zápasy vstřelili hráči Feyenoordu 14 gólů a do derby proti Ajaxu v 6. kole nastoupili jako neporažení. Na venkovní stadionu v hlavním městě ale prohráli 2:8. Tato prohra neovlivnila zápas Poháru UEFA se skotským St. Mirren, přes který Feyenoord přešel i díky gólu skoro 21letého Ruuda Gullita. Vzpamatování z porážky v derby se projevilo sérií neporazitelnosti trvající 15 ligových zápasů a čítající 12 výher. V únoru tým podlehl Groningenu, na jaře to však byla prohra poslední. V osmifinále domácího poháru vyřadil Ajax, avšak vypadl s Tottenhamem (později vítězem) v Poháru UEFA. Doma proti Ajaxu v lize se Feyenoord vytáhl a vyhrál 4:1 a učinil krok k titulu, přestože v kole následujícím jen remizoval venku s Go Ahead Eagles. Posledních deset zápasů zvládl s bilancí osmi výher a dvou remíz, jistotu titulu přinesla výhra 3:0 s Utrechtem pár kol před koncem. Finálová výhra 3:0 v Poháru KNVB zaručila double. Cruijff Rotterdam opustil a na jím uvolněné místo dorazil 33letý Johnny Rep.
Na jaře 1991 utrpěl kouč Pim Verbeek a jeho Feyenoord venkovní ligovou prohru 0:6 proti PSV Eindhoven. Debakl Verbeek odčinil v semifinále národního poháru, když venku na půdě toho samého soupeře vyhrál 1:0 a odepřel mu možnost získat pohár KNVB počtvrté v řadě za sebou.
Ve finále hraném na jeden zápas Feyenoord nastoupil na vlastním stadionu proti druholigovému BVV Den Bosch. V úvodní desetiminutovce je poslal do vedení Rob Witschge, jediný střelec v zápasu. Rotterdamští fanoušci, v euforii vidiny první trofeje od roku 1984, vícekrát vtrhli na hřiště a ztížili outsiderovi vyrovnání. To nepřišlo, rozhodčí Blankenstein odpískal konec a Den Bosch následně podal stížnost u soudu, neboť svaz výsledek finále přijal.
Nizozemský soud nařídil znovu odehrát druhý poločas ještě před začátkem dalšího ročníku evropských soutěží UEFA. Na soud se posléze obrátil i Feyenoord s tím, že nelze hráče donutit dorazit z vlastní dovolené. Termín dohrání se odloží a Feyenoord je oficiálně zaregistrován do PVP jakožto vítěz, UEFA mezitím potrestá Den Bosch tříletým zákazem v evropských pohárech za to, že se věc podala na civilní soud. Druhý poločas se už nedohrál.
Feyenoord v Poháru KNVB triumfoval mezi roky 1991 až 1995 celkově čtyřikrát. Zrovna v ročníku 1992/93, kdy se pohár pozvednout nepodařilo, se stal ligovým mistrem.

### Na přelomu století

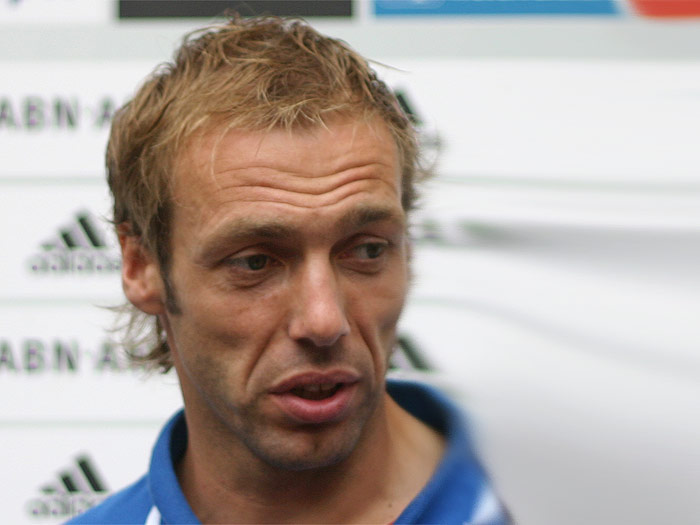
Kapitán vítězného týmu v Poháru UEFA, záložník Paul Bosvelt

Během letní přestávky v roce 1997 se brankář Ed de Goey s Feyenoordem po sedmi letech rozloučil a nástupcem se mu stal Jerzy Dudek. Rotterdamský klub zakončil ročník čtvrtý za Ajaxem, PSV Eindhoven a Vitesse, ovšem statisticky s druhou nejlepší obranou.
V ročníku 1998/99 již v červenobílém dresu nastupovala nová posila do útoku Jon Dahl Tomasson. Fotbalisté Feyenoordu se po šesti letech zasadili o zisk dalšího titulu mistra navzdory venkovní porážce s Ajaxem 0:8 v rámci De Klassieker.
Ani na podzim 1999 ani na podzim 2001 se tým neprosadil v Lize mistrů a skončil již ve skupině.
Na jaře 2002 ale tým Berta van Marwijka dokráčel do finále Poháru UEFA hraném právě na stadionu v Rotterdamu. Do sítě Borussie Dortmund nejprve dopravil dva góly Pierre van Hooijdonk a třetí pak Jon Dahl Tomasson. Feyenoord podruhé vyhrál Pohár UEFA výsledkem 3:2.
Do ročníku 2003/04 vstoupil tým s novým útočníkem Dirkem Kuijtem, který v debutovém ročníku vstřelil 24 gólů a pomohl ke třetí příčce. V tom následujícím se k němu do útoku přidal Salomon Kalou, sám Kuijt se pak s 29 góly stal prvním na souhrnné listině střelců.
V prosinci 2006 v zápase skupiny „E“ Poháru UEFA proti domácímu celku AS Nancy začali fanoušci Feyenoordu provádět na stadionu výtržnosti, rozhodčí byl nucen kvůli použití slzného plynu policií zápas přerušit na více než půl hodiny. Disciplinární komise UEFA nejprve udělila pokutu 200 tisíc švýcarských franků a udělila podmínečný trest uzavření klubového stadionu na dva zápasy. Poté ale došlo ke zpřísnění trestu – Feyenoord byl ze soutěže vyloučen, pokuta byla snížena na 100 tisíc švýcarských franků.
Dne 24. října 2010 Feyenoord zaznamenal nejvyšší prohru v historii, když padl na hřišti PSV Eindhoven 0:10.

### Poslední roky
Na přelomu roku 2015 a 2016 se pod trenérem Giovannim van Bronckhorstem poprvé v klubové historii přihodila série šesti proher v řadě.
Navzdory této nelichotivé skutečnosti získal Feyenoord v ročníku 2016/17 titul.
Nizozemský mistr měl v ročníku 2017/18 zaručenou účast v Lize mistrů, v níž se měl utkat s Manchesterem City, Šachtarem Doněck a Neapolí. Na začátku sezóny se podařilo v penaltovém rozstřelu vyhrát utkání o nizozemský superpohár proti Vitesse,
obhajoba ligového titulu se však nepodařila, neboť odchody hráčů Rickyho Kasdorpa a Terence Kongola a ukončení kariéry Dirka Kuijta postihly výkonnost mužstva.
Tým okolo dánského útočníka Nicolaie Jørgensena a Stevena Berghuise, jehož hostování se po mistrovské sezóně proměnilo v přestup, a nových hráčů jako Jerry St. Juste, Sufján Amrabat a Ridgeciano Haps,
nedokázal postoupit v Evropě ze skupiny a až v posledním zápase dokázal vyhrát 2:1 proti Neapoli. Jelikož ale Feyenoord předchozích pět zápasů prohrál, skončil ve skupině poslední, čtvrtý.
Rotterdamské mužstvo dokráčelo do finále Nizozemského poháru, ve kterém porazilo 3:0 AZ Alkmaar.

## Neoficiální hymna
Hymna Feyenoordu, přijatá roku 1961 se nazývá "Hand in Hand". Její melodie byla napsána v 19. století Němcem Wilhelmem Speidelem. Jaap Valkhoff k ní napsal slova, která se stala populární mezi fanoušky Feyenoordu a byla přijata za neoficiální hymnu. Valkhoff též napsal slova na stejnou melodii pro jiné kluby, mezi nimi např. pro odvěkého rivala Feyenoordu, AFC Ajax.

## Rivalita
De Klassieker mezi Feyenoordem a Ajaxem je symbolickým soubojem dvou největších měst Nizozemska, mezi přístavním dělnickým městem Rotterdam a hlavním městem a kulturním střediskem městem Amsterdam.
Oba kluby se poprvé střetly v roce 1921, jejich vzájemný říjnový zápas dopadl nerozhodně 2:2. V listopadu roku 1964 zvítězil Feyenoord nad Ajaxem 9:4, začátkem sezóny 1983/84 naopak od rivala utrpěl debakl 2:8.
Nevraživost se v minulosti projevila i násilím, v roce 1997 se u Beverwijku udála potyčka, kde došlo na zranění a jeden fanoušek Ajaxu byl zabit. V roce 2004 napadli fanoušci Ajaxu během zápasu rezervních týmů Jorgeho Acuñu a ten musel na ošetření do nemocnice.
Johan Cruijff hrál za oba kluby, Ronald Koeman oba kluby trénoval.
Dalším rivalem je Sparta Rotterdam, nejstarší nizozemský klub založený 20 let před Feyenoordem. Derby mezi těmito kluby dostalo v 21. století více „přátelský“ charakter, způsobený výkonnostními rozdíly a pohárovými úspěchy. Podobně jako Ajax symbolizuje Sparta vyšší vrstvu společnosti. Ve městě se nachází ještě jiný klub, Excelsior.

## Sponzoři a výrobci dresů
| Roky      | Hlavní sponzor               | Roky      | Výrobce dresů |
| --------- | ---------------------------- | --------- | ------------- |
| 1981–1984 | Gouden Gids                  | 1981–1982 | Adidas        |
| 1984–1989 | Opel                         | 1982–1987 | Puma          |
| 1989–1991 | HCS Technology               | 1987–1990 | Hummel        |
| 1991–2004 | Stad Rotterdam Verzekeringen | 1990–1900 | Adidas        |
| 2004–2009 | Fortis                       | 2000–2009 | Kappa         |
| 2009–2013 | ASR Verzekeringen            | 2009–2014 | Puma          |
| 2013–2017 | Opel                         | 2014–2023 | Adidas        |
| 2017–     | Qurrent                      |           |               |

## Získané trofeje

### Vyhrané domácí soutěže
- Eredivisie (16×) [31]

(1923/24, 1927/28, 1935/36, 1937/38, 1939/40, 1960/61, 1961/62, 1964/65, 1968/69, 1970/71, 1973/74, 1983/84, 1992/93, 1998/99, 2016/17, 2022/23)
- KNVB beker (14×) [32]

(1929/30, 1934/35, 1964/65, 1968/69, 1979/80, 1983/84, 1990/91, 1991/92, 1993/94, 1994/95, 2007/08, 2015/16, 2017/18, 2023/24)
- Johan Cruijff Schaal (Superpohár) (5×)[26]

(1991, 1999, 2017, 2018, 2024)

### Vyhrané mezinárodní soutěže
- Liga mistrů UEFA (1×)

(1969/70)
- Evropská liga UEFA (2×)

(1973/74, 2001/02)
- Pohár Intertoto (3×)

(1967, 1968, 1973)
- Mistrovství světa klubů (1×)

(1970)

## Známí hráči
- Giovanni van Bronckhorst
- Johan Cruijff[33]
- Stanislav Griga
- Jerzy Dudek
- Ruud Gullit[33]
- Willem van Hanegem[33]
- Peter Houtman
- Wim Jansen[33]
- Ove Kindvall [34]
- Ronald Koeman
- Piet Kruiver
- Henrik Larsson
- Roy Makaay
- Coen Moulijn
- Dirk Kuijt
- Robin van Persie
- Rinus Bennaars[33]
- Henk Schouten[33]
- Hans Venneker[33]
- Joop van Daele[33]
- Pierre van Hooijdonk[33]
- Julio Ricardo Cruz[35]
- Salomon Kalou

## Trenéři
| Období od          | Období do          | Trenér                                    |
| ------------------ | ------------------ | ----------------------------------------- |
| 1. července 1969   | 30. června 1973    | Ernst Happel                              |
| 1. července 1973   | 30. června 1975    | Wiel Coerver                              |
| 1. července 1975   | 30. června 1976    | Antoni Brzeżańczyk                        |
| 1. července 1976   | 30. června 1978    | Vujadin Boškov                            |
| 1. července 1978   | 30. června 1982    | Václav Ježek                              |
| 1. července 1982   | 30. června 1983    | Hans Kraay starší                         |
| 1. července 1983   | 15. listopadu 1984 | Thijs Libregts                            |
| 16. listopadu 1984 | 30. června 1984    | Ab Fafié                                  |
| 1. července 1986   | 30. června 1988    | Rinus Israël                              |
| 1. července 1988   | 30. června 1989    | Rob Jacobs                                |
| 1. července 1989   | 15. března 1991    | Pim Verbeek (později spolu s Bengtssonem) |
| 1. prosince 1989   | 15. března 1991    | Gunder Bengtsson                          |
| 16. března 1991    | 30. června 1991    | Wim Jansen                                |
| 1. července 1991   | 16. března 1992    | Hans Dorjee                               |
| 17. března 1992    | 30. června 1992    | Wim Jansen                                |
| 1. července 1992   | 2. října 1995      | Willem van Hanegem                        |
| 3. října 1995      | 14. října 1995     | Geert Meijer (prozatímní trenér)          |
| 15. října 1995     | 30. června 1997    | Arie Haan                                 |
| 1. července 1997   | 30. dubna 2000     | Leo Beenhakker                            |
| 1. května 2000     | 30. června 2000    | Geert Meijer (prozatímní trenér)          |
| 1. července 2000   | 30. června 2004    | Bert van Marwijk                          |
| 1. července 2004   | 23. května 2005    | Ruud Gullit                               |
| 1. července 2005   | 3. května 2007     | Erwin Koeman                              |
| 5. května 2007     | 30. června 2007    | Leo Beenhakker                            |
| 1. července 2007   | 31. července 2008  | Bert van Marwijk                          |
| 1. července 2008   | 14. ledna 2009     | Gertjan Verbeek                           |
| 15. ledna 2009     | 30. června 2009    | Leon Vlemmings                            |
| 1. července 2009   | 12. července 2011  | Mario Been                                |
| 1. července 2011   | 30. června 2014    | Ronald Koeman                             |
| 1. července 2014   | 17. května 2015    | Fred Rutten                               |
| 18. května 2015    | 30. června 2019    | Giovanni van Bronckhorst                  |
| 1. července 2019   | 28. října 2019     | Jaap Stam                                 |
| 30. října 2019     | 2021               | Dick Advocaat                             |
| 2021               | 2024               | Arne Slot                                 |
| 12. června 2024    | 10. února 2025     | Brian Priske                              |
| 11. února 2025     |                    | Pascal Bosschaart (dočasný)               |